# Bimbisara
Bimbisara, (Sanskrit: बिम्भिसार, 558 p.n.e. – 491 p.n.e.) – był królem imperium Magadha we wschodnich Indiach i rządził od 543 roku przed naszą erą aż do śmierci. Należał do dynastii Hariyanka.

## Życiorys
Jako że Bimbisara żył w tym samym czasie co Budda Siakjamuni, jest wielokrotnie wspominany w buddyjskich Dżatakach. W celu uzyskania dostępu do morza podbił królestwo Anga leżące nad dolnym Gangesem, które ze stolicą w Champie oddał we władanie jego następcy i syna Ajatashatru. Prawdopodobnie jako pierwszy władca wprowadził do armii słonie bojowe.
Po raz pierwszy Bimbisara spotkał Gautamę, gdy ten nie był jeszcze Buddhą. Później król został jego ważnym uczniem. Według zapisów król Bimbisara osiągnął stopień oświecania określany jako Sotapanna (Wstępujący w Strumień).
Jego żona Khema została uczennicą Buddy i po wstąpieniu do zakonu, pierwszą główną mniszką sanghi.
W pismach dżinizmu określany jest jako król Shrenik z Rajgrih.

## Przymierza zawarte poprzez małżeństwa
Bimbisara zawarł małżeństwa, które miały służyć wzmocnieniu jego pozycji. Jego pierwsza żona, Kosala-devi była córką Maha Kosala króla państwa Kosala oraz siostrą Prasenjit. Jego małżonka przyniosła mu w posagu Kashi, które w tym czasie było jedynie wioską. Małżeństwo to zakończyło także wrogość pomiędzy Magadhą i Kosalą, a także umożliwiło zajęcie się relacjami z innymi państwami. Druga żona Bimbisary, Chellana była księżną Lichchhavi w Vaishali. Jego trzecia żona była córką wodza klanu Madra z Pendżabu.

## Śmierć
Według legendy Bimbisara został uwięziony przez swojego syna Ajatashatru i zagłodzony przez niego na śmierć. Podaje się, że miało to miejsce w roku 491 przed naszą erą.